# Darren Huckerby
Darren Carl Huckerby (Nottingham, 23 april 1976) is een Engels voormalig voetballer die bij voorkeur als centrumspits of op de vleugel speelde. Huckerby was actief in de Premier League, waar hij voor achtereenvolgens Newcastle United, Coventry City, Leeds United, Manchester City en Norwich City uitkwam. 

## Clubcarrière

### Lincoln City en Newcastle United
In zijn beginjaren als profvoetballer speelde Huckerby bij toenmalig amateurclub Lincoln City van 1993 tot 1995, waarna hij werd aangeworven door Newcastle United. In het seizoen 1995/1996 en onder leiding van Kevin Keegan werd Newcastle tweede in de Premier League, achter Manchester United. Huckerby kwam amper één keer in actie dat seizoen en werd uitgeleend aan Millwall in 1996. Hij keerde daarna niet meer terug naar Newcastle, waardoor zijn transfer naar St. James' Park op een sisser uitdraaide.

### Coventry City
Na zijn verhuurperiode aan Millwall verhuisde hij naar Coventry City, waar hij voor het eerst echt belangrijk was. Met zijn doelpunten vermeed Huckerby een degradatie voor Coventry en speelde drie seizoenen voor de club. Huckerby, Noel Whelan en vooral Dion Dublin stonden garant voor doelpunten, maar die laatste vertrok in 1998 naar Aston Villa. Bij Coventry deelde hij de kleedkamer met de Nederlander George Boateng en de Belgen Philippe Clement en Laurent Delorge. Huckerby voltooide twee hattricks als speler van Coventry. Hij scoorde drie keer tegen Leeds United, een 3-3 gelijkspel op 25 april 1998. Zijn tweede hattrick maakte hij tijdens een thuiswedstrijd tegen Nottingham Forest op 9 januari 1999. Huckerby scoorde 28 keer voor Coventry in de Premier League, maar verliet Highfield Road in 1999. 

### Leeds United en Manchester City
Huckerby tekende een contract bij Leeds United, maar liet Elland Road achter zich in 2000. Zijn volgende club was Manchester City, destijds een jojo-club — promotie, dan weer degradatie — die uitkwam in de tweede klasse. City was in die tijd nog in Engelse handen en beschikte nog niet over de financiële middelen die het sinds eind jaren 2000 heeft. Huckerby was niettemin een essentiële factor in de (allicht) definitieve promotie van City naar de Premier League in 2002, nadat hij met de club eerder al degradeerde in 2001. Huckerby was vaker op de flank te vinden bij City en was geregeld bankzitter - vooral in zijn voorlaatste seizoen, 2002/2003. Desalniettemin scoorde hij 22 doelpunten uit 69 competitiewedstrijden. 

### Norwich City
Tijdens het seizoen 2003/2004 werd hij verhuurd aan Nottingham Forest en Norwich City. Die laatste club nam hem definitief over in 2003. Hij was met Norwich City nog één seizoen actief in de Premier League. In het seizoen 2004/2005 scoorde hij als flankaanvaller 5 doelpunten voor Norwich op het hoogste niveau. 
Huckerby werd twee keer uitgeroepen tot speler van het jaar bij Norwich en wordt er gezien als een legende. Huckerby werd er herenigd met Dion Dublin, die zijn carrière bij de club afsloot in 2008. 

### San Jose Earthquakes
Datzelfde jaar verliet Huckerby Carrow Road en verhuisde naar de Verenigde Staten. 
Hij tekende bij San Jose Earthquakes, dat in de Major League Soccer uitkwam in de periode waarin ex-Manchester United-draaischijf David Beckham bij Los Angeles Galaxy speelde.
Huckerby beëindigde zijn loopbaan bij San Jose Earthquakes in september 2009.